# Dorwać małego
Dorwać małego – amerykański film fabularny w reżyserii Barry’ego Sonnenfelda z 1995 roku.

## Obsada
- John Travolta – Chili Palmer
- Rene Russo – Karen Flores
- Gene Hackman – Harry Zimm
- Danny DeVito – Martin Weir
- Harvey Keitel – Harvey Keitel
- Dennis Farina – Ray „Bones” Barboni
- Delroy Lindo – Bo Catlett
- James Gandolfini – Bear
- Barry Sonnenfeld – doorman
- Jon Gries – Ronnie Wingate
- Renee Props – Nicki
- Jack Conley – agent Dunbar
- David Paymer – Leo Devoe
- Jacob Vargas – Yayo Portill
- Martin Ferrero – Tommy Carlo